# فرودگاه یاکوشیما
فرودگاه یاکوشیما (به انگلیسی: Yakushima Airport) یک فرودگاه همگانی با کد یاتا KUM است که یک باند فرود آسفالت دارد و طول باند آن ۱۵۰۰ متر است. این فرودگاه در شهر یاکوشیما کشور ژاپن قرار دارد .

## شرکت‌های هواپیمایی و مقصدهای پروازی
| شرکت‌های هواپیمایی                            | مقصدهای پروازی             |
| -------------------------------------------- | -------------------------- |
| خطوط هوایی ژاپن اجرا توسط Japan Air Commuter | فوکوئوکا، کاگوشیما، اوساکا |